# Francesco di Gonzaga-Nevers
Francesco di Gonzaga-Nevers (Charleville-Mézières, 17 giugno 1606 – Charleville-Mézières, 13 ottobre 1622) è stato un nobile francese.

## Biografia
Noto anche come Francesco III di Rethel, apparteneva alla casa Gonzaga, ceppo franco-italiano.
Era il figlio maggiore di Carlo I di Gonzaga-Nevers, duca di Nevers e di Rethel e principe di Arches al momento della sua nascita. Sua madre era Caterina di Lorena, figlia di Carlo di Mayenne, morto nel 1611, e sorella di Enrico di Mayenne.
Francesco, duca di Rethel di cortesia, era l'erede al potere di feudi suo padre, i ducati di Nevers e Rethel e del principato di Arches, ma morì celibe e senza figli all'età di 16 anni il 13 ottobre 1622, lasciando i suoi diritti di erede al fratello minore Carlo.

## Ascendenza
|                              |                      |                              | Genitori                    |  |  | Nonni |  |  | Bisnonni            |  |  | Trisnonni            |  |
|                              |                      |                              |                             |  |  |       |  |  | Federico II Gonzaga |  |  | Francesco II Gonzaga |  |
|                              |                      |                              |                             |  |  |       |  |  | Federico II Gonzaga |  |  | Francesco II Gonzaga |  |
|                              |                      | Isabella d'Este              |                             |  |  |       |  |  | Federico II Gonzaga |  |  |                      |  |
| Ludovico Gonzaga-Nevers      |                      |                              |                             |  |  |       |  |  | Federico II Gonzaga |  |  |                      |  |
|                              |                      | Margherita Paleologa         | Guglielmo IX del Monferrato |  |  |       |  |  |                     |  |  |                      |  |
|                              |                      | Margherita Paleologa         | Guglielmo IX del Monferrato |  |  |       |  |  |                     |  |  |                      |  |
|                              |                      | Margherita Paleologa         | Anna d'Alençon              |  |  |       |  |  |                     |  |  |                      |  |
| Carlo I di Gonzaga-Nevers    |                      | Margherita Paleologa         |                             |  |  |       |  |  |                     |  |  |                      |  |
|                              |                      | Francesco I di Nevers        | Carlo II di Cleves Nevers   |  |  |       |  |  |                     |  |  |                      |  |
|                              |                      | Francesco I di Nevers        | Carlo II di Cleves Nevers   |  |  |       |  |  |                     |  |  |                      |  |
|                              |                      | Francesco I di Nevers        | Maria di Albret             |  |  |       |  |  |                     |  |  |                      |  |
| Enrichetta di Nevers         |                      | Francesco I di Nevers        |                             |  |  |       |  |  |                     |  |  |                      |  |
|                              |                      | Margherita di Vendôme        | Carlo IV di Borbone-Vendôme |  |  |       |  |  |                     |  |  |                      |  |
|                              |                      | Margherita di Vendôme        | Carlo IV di Borbone-Vendôme |  |  |       |  |  |                     |  |  |                      |  |
|                              |                      | Margherita di Vendôme        | Francesca d'Alençon         |  |  |       |  |  |                     |  |  |                      |  |
| Francesco di Gonzaga-Nevers  |                      | Margherita di Vendôme        |                             |  |  |       |  |  |                     |  |  |                      |  |
|                              | Francesco I di Guisa | Claudio I di Guisa           |                             |  |  |       |  |  |                     |  |  |                      |  |
|                              | Francesco I di Guisa | Claudio I di Guisa           |                             |  |  |       |  |  |                     |  |  |                      |  |
|                              | Francesco I di Guisa | Antonia di Borbone-Vendôme   |                             |  |  |       |  |  |                     |  |  |                      |  |
| Carlo di Guisa               | Francesco I di Guisa |                              |                             |  |  |       |  |  |                     |  |  |                      |  |
|                              |                      | Anna d'Este                  | Ercole II d'Este            |  |  |       |  |  |                     |  |  |                      |  |
|                              |                      | Anna d'Este                  | Ercole II d'Este            |  |  |       |  |  |                     |  |  |                      |  |
|                              |                      | Anna d'Este                  | Renata di Francia           |  |  |       |  |  |                     |  |  |                      |  |
| Caterina di Lorena           |                      | Anna d'Este                  |                             |  |  |       |  |  |                     |  |  |                      |  |
|                              |                      | Onorato II di Savoia-Villars | Renato di Savoia-Villars    |  |  |       |  |  |                     |  |  |                      |  |
|                              |                      | Onorato II di Savoia-Villars | Renato di Savoia-Villars    |  |  |       |  |  |                     |  |  |                      |  |
|                              |                      | Onorato II di Savoia-Villars | Anna Lascaris               |  |  |       |  |  |                     |  |  |                      |  |
| Enrichetta di Savoia-Villars |                      | Onorato II di Savoia-Villars |                             |  |  |       |  |  |                     |  |  |                      |  |
|                              |                      | Jeanne de Foix               | Alain de Foix               |  |  |       |  |  |                     |  |  |                      |  |
|                              |                      | Jeanne de Foix               | Alain de Foix               |  |  |       |  |  |                     |  |  |                      |  |
|                              |                      | Jeanne de Foix               | Françoise de Montpezat      |  |  |       |  |  |                     |  |  |                      |  |
|                              |                      | Jeanne de Foix               |                             |  |  |       |  |  |                     |  |  |                      |  |